# Anisozyga lenis
Anisozyga lenis là một loài bướm đêm trong họ Geometridae.